# Конарски полк
Конарският полк е български пехотен полк, формиран през 1885 г. и взел участие в Сръбско-българската война (1885).

## История
Конарският полк е формиран на 4 ноември 1885 г. и влиза в състав на 2-ра пехотна дивизия от Задбалканския корпус. Състои се от 4 дружини от Източнорумелисйките войски и е под командването на капитан Рачо Николаев. Личният състав на полка се взема от Ямболския и Търново-сейменски отряди, като командването се запазва, а командира на 1-ва пловдивска дружина от Ямболския отряд става командир на полка:
- Трета пловдивска дружина от Ямболския отряд става 1-ва дружина от Конарския полк
- Осма ямболска дружина от Ямболския отряд става 2-ра дружина от Конарския полк
- Шеста старозагорска дружина от Ямболския отряд става 3-та дружина от Конарския полк
- Втора пловдивска от Ямболския отряд става 4-та дружина от Конарския полк

Към полкът е прикомандирована 3-та дружина от Шейновския полк под командването на капитан Стефан Мазаков.
Полкът взема участие в Сръбско-българската война (1885) в периода от 10 до 16 ноември, в състава на отряда на капитан Аврам Гуджев, участва директно в Пиротското сражение (14 и 15 ноември), като за целия период дава 25 ранени войници, 4 убити и 189 безследно изчезнали.
Към 3 декември 1885 г. като част от 3-та пехотна дивизия на Западния отряд полкът има следната численост:
| Офицери | Подофицери | Тръбачи | Редови | Нестроеви | Строеви | Подемни |
| ------- | ---------- | ------- | ------ | --------- | ------- | ------- |
| 31      | 362        | 70      | 3301   | 239       | 25      | 110     |

## Командване и състав
По време на съществуването си полкът има следното командване и състав:
- Командир на полка: капитан Рачо Николаев
- Първа дружина – капитан Димитър Мосинов
- Втора дружина – капитан Христофор Драндаревски
- Трета дружина – капитан Жейно Жейнов
- Четвърта дружина – капитан Димитър Иванов
- Прикомандирована дружина – капитан Стефан Мазаков